# Eremomela pitdaurada
L'eremomela pitdaurada o eremomela de pit daurat (Eremomela scotops) és una espècie d'ocell passeriforme que pertany a la família Cisticolidae pròpia d'Àfrica.

## Distribució i hàbitat
Es troba a Angola, Botswana, Burundi, República del Congo, República Democràtica del Congo, el Gabon, Kenya, Malawi, Moçambic, Namíbia, Ruanda, Sud-àfrica, Suazilàndia, Tanzània, Uganda, Zàmbia, i Zimbàbue.
L'hàbitat natural són els boscos secs subtropicals i la sabana seca.

## Subespècies
Hi ha cinc subespècies reconegudes:
- E. s. congensis (Reichenow, 1905) – Gabon a Angola i República Democràtica del Congo.
- E. s. pulchra (Bocage, 1878) – Angola, República Democràtica del Congo, Zàmbia, Malawi, Namíbia i Botswana.
- E. s. citriniceps (Reichenow, 1882) – Uganda, Kenya, Tanzània, Rwanda i Burundi.
- E. s. kikuyuensis (van Someren), 1931 – Kenya.
- E. s. scotops (Sundevall, 1850) – Kenya costanera, l'est de Malawi fins al nord de Sud-àfrica.